# Zangengriff
Der Zangengriff ist das Greifen eines kleinen Gegenstandes mit den Fingerbeeren von gebeugten Daumen und Zeigefinger. Der Zangengriff wird nach dem Pinzettengriff erlernt. Gegen Ende des ersten Lebensjahres kann ein Kind den Zangengriff anwenden, indem es seinen gestreckten Daumen und Zeigefinger einander annähert – ein Griff, der das obere Ende der Feinmotorik eines Gorillas ausmacht. Der Daumen des Menschen ist viel länger, beweglicher und kräftiger als bei den Menschenaffen, und ermöglicht ihm sowohl den feinfühligen Pinzettengriff als auch den kraftvollen Zangengriff.